# Cocachacra
Cocachacra es una localidad peruana, capital del distrito de Cocachacra, ubicado en la provincia de Islay, en el departamento de Arequipa, al sur del Perú.

## Historia de la Parroquia de la Asunción de Cocachacra
La iglesia parroquial católica de la Asunción de Cocachacra es la misma antigua y virreinal Parroquia de la Asunción del Valle de Tambo o Parroquia de la Asunción de Tambo, creada en 1740, su curato abarcaba una extensión similar a la actual provincia de Islay, por el norte limitaba hasta la caleta de Aranta y por el sur hasta cerca de la Punta Yerbabuena. Ahora está reducida al distrito de Cocachacra, provincia de Islay, departamento de Arequipa. La Parroquia de Tambo y el pueblo de Cocachacra tuvieron un papel hegemónico en la costa sur de Arequipa hasta comienzos de la República.

### Antecedentes
El actual Valle de Tambo fue conocido como el valle incaico Tampupailla o Tambopalla, que don Francisco Pizarro le adjudicó, junto con la caleta de Chule, a don Diego Hernández el 22 de enero de 1540. Chule fue el puerto de Arequipa en 1546 y luego Puerto Principal en 1553, fue también el Curato de la costa sur de Arequipa; su iglesia atendió al Valle de Tambo hasta que el puerto y el valle fueron abandonados por los daños que causó la erupción del volcán Huaynaputina el 19 de febrero de 1600. La agricultura se reinició en Tambo en 1630, hasta 1740 fue atendido por el Cura del Valle de Tambo, pero dependía en lo espiritual del Curato del Puerto de Ilo.

### Trámites para la Fundación
El Obispo de Arequipa Antonio de León inició los trámites para la creación de la Parroquia de Tambo en 1690, pero no prosperaron por la insuficiencia de la congrua o renta parroquial. El 15 de mayo de 1715 se estableció la Capellanía Eclesiástica de La Ensenada.
El 11 de agosto de 1737, el obispo de Arequipa Juan Cavero de Toledo inició otro expediente ante el virrey del Perú Antonio José de Mendoza Caamaño y Sotomayor para la creación de la Parroquia de Tambo con una congrua de cien topos de tierra eriazas en las Pampas de Iquitire (La Pampilla).

### La Erección Canónica
Por Cédula Real del 15 de septiembre de 1740, el rey de España, Felipe V, creó el Curato de Nuestra Señora de la sunción del Valle de Tambo y nombró como Cura Propio al Presbítero don Francisco Villegas por haber ganado el concurso. La erección canónica o fundación de la Parroquia.
Tambo fue el 12 de noviembre de 1740 por el obispo doctor Juan Cavero y la colación canónica o toma del beneficio fue el 5 de diciembre de 1740 por Francisco Valdivia y Morón. La Parroquia de Tambo está bajo la advocación de Nuestra Señora de la Asunta, Patrona del Valle Tambo, cuya fiesta es el 15 de agosto en Cocachacra.

### La Iglesia
La antigua y precaria iglesia fue reemplazada por un nuevo templo. El doctor Tadeo de la Llosa lo construyó en 1782 con gruesas paredes de adobe y portadas de sillar labrado de Tambo. La mesa del Altar, el lavatorio de la Sacristía, la Pila Bautismal y el piso fueron también de sillar. Las dos torres son de sillar, una campana de 1790 y la otra de 1873  Las paredes de la iglesia lucen ahora su color original y al sillar se1e ha quitado la capa de yeso que, lo cubría.

### Los Libros Sacramentales
El libro de bautismos más antiguo que existe empieza el 5 de abril de 1756. En el segundo libro de 1780 a 1808, a fojas 163 vuelta del 12 de julio de 1796 está asentada la partida de bautismo de Juan Alberto Valdivia Cornejo, más conocido como el Deán Juan Gualberto Valdivia, Hijo Ilustre del Valle de Tambo.

### Iglesia Matriz
Parroquia de Tambo, fundada en 1740, es la más antigua de la provincia de Islay, tuvo el Anexo de Cocotea en 1756 y las Viceparroquias: Cocotea en 1774; Las Palmas o La Pampilla, Nuestra Señora del Carmen, en 1819, la que continuó en Punta de Bombón en 1868; Islay, Nuestra Señora del Carmen en 1828 hasta 1878 y continuó en Mollendo en 1879, que desde 1872v era una Capellanía. De Tambo se desmembraron las Parroquias de Moliendo en 1912, Purísima Concepción, ahora Inmaculada Concepción, y Punta de Bombón en 1921, Señor de los Desamparados, y de estas las Parroquias San Martín de Porras de Moliendo en 1963 e Isidro Labrador de La Curva en 1964. La Parroquia de la Asunción de Tambo es ahora 1.ª Parroquia de la Asunción de Cocachacra. La Iglesia de Cocachacra es la más antigua y es la Iglesia Matriz de toda la provincia de Is1ay.